# Two Rivers, Wisconsin (town)
Two Rivers är en kommun (town) i Manitowoc County, Wisconsin, USA. Kommunen omger staden (city) Two Rivers (som inte är en del av kommunen).